# Emile Rohrbach
Emile Rohrbach (* 11. April 1899 in Paris; † 20. Februar 1969 in Villeneuve-le-Roi) war ein französischer Radrennfahrer.

## Sportliche Laufbahn
Rohrbach war im Bahnradsport aktiv. Er startete für den Verein „Bordeaux Vélo Club“. 1920 gewann er die Militärmeisterschaft im Sprint, 1921 wurde er Vizemeister bei den Amateuren hinter Lucien Faucheux. Er gewann eine Reihe von Sprintturnieren seiner Zeit: den Grand Prix de Strasbourg 1922, den Grand Prix d’Agen 1923, den Grand Prix Hourlier 1924, den Prix Bourotte 1925 und 1926, den Prix J.-B. Louvet 1926, den Prix Léon Battiat und den Prix Émile Friol 1926, den Prix des Princes 1931.
Auch im Zweier-Mannschaftsfahren und im Tandemrennen war er erfolgreich. Bei Sechstagerennen, von denen er einige bestritt, konnte er dagegen keine vorderen Plätze belegen.